# Roberto Capone
Roberto Capone (Milano, 22 aprile 1954 – Patrica, 8 novembre 1978) è stato un attivista e terrorista italiano dirigente del Collettivo autonomo irpino e appartenente alle Formazioni comuniste combattenti.

## Biografia
Viveva ad Avellino, studente di Sociologia a Salerno, proveniente da una famiglia impegnata nella politica. Viene ritrovato morto nei pressi del luogo dell'attentato al procuratore Capo della Repubblica di Frosinone, Fedele Calvosa, che nell'attacco rimane ucciso insieme all'autista e all'agente di scorta. Le indagini appureranno che era in compagnia della fidanzata, Maria Rosaria Biondi, Paolo Ceriani Sebregondi, che guidava il gruppo, e Nicola Valentino. Saranno proprio i suoi compagni, per errore, a colpirlo a morte.